# ژیژی لیانگ
ژیژی لیانگ (انگلیسی: Gigi Leung) یک مانکن، خواننده و هنرپیشه اهل هنگ کنگ است.
از فیلم‌های معروف او می‌توان به بازی در فیلم دل اغواگر اشاره کرد.